# Emilián–romanyol nyelv
Az emilián–romanyol (saját elnevezése: emiliàn–rumagnòl) az újlatin nyelvek nyugati ágába, azon belül a galloromán nyelvekhez tartozó északolasz nyelvjáráscsoport, amelyet az olaszországi Emilia-Romagna tartományban beszélnek mintegy 2 millióan, illetve ez az eredeti nyelve San Marinónak is. Ezek a nyelvjárások, a közeli rokonságban álló lombard, piemonti, ligur, illetve velencei nyelvekkel együtt a galloitáliai dialektuskontinuumot alkotják. Az emilián–romanyol dialektusok két fő csoportra oszlanak: a számos aldialektussal rendelkező emilián, valamint a két nyelvjárásból álló romanyol.

## Jellemzői
Hangtanilag és nyelvtanilag általánosságban nem tér el a rokon észak-olasz nyelvváltozatoktól, ezek főbb közös jellemzőit lásd a galloitáliai nyelvek szócikkben.
- Számos nyelvjárás jellegzetessége az ä [æ], valamint az ajakkerekítéssel ejtett å hang megléte, amely megközelítőleg a magyar a-nak felel meg.
- A szóalakok nagymértékben leredukálódtak, sok esetben csak a hangsúlyos szótag magánhangzója maradt meg: pl. bolognai śpdèl (szemben az olasz ospedale alakkal), ’kórház’.
- A többes szám képzése a lombardhoz hasonlóan nem dezinenciális, sokszor a tőbeli magánhangzó megváltoztatásával történik: pl. bolognai źnòć / źnûć, ’térd / térdek’.

## Nyelvjárások
- emilián
  - piacentino
  - carrarese
  - linigiano
  - massese
  - közép-emilián (reggiano és modenese)
  - közép-nyugat-emilián vagy parmigiano
  - dél-emilián vagy bolognese
  - északkelet-emilián vagy ferrarese
- romanyol
  - észak-romanyol
  - dél-romanyol

A mantovano, valamint a vogherese–pavese nyelvjárások átmenetet képeznek az emilián–romanyol és a lombard között.